# Émile Abraham
Pour les articles homonymes, voir Abraham (homonymie).
Ne doit pas être confondu avec Emile Abraham.
Émile Lazare Abraham (Paris, 24 mai 1833 - Paris 17e, 3 juin 1907) est un auteur dramatique et journaliste français.

## Biographie
Secrétaire général de l'Opéra-Comique, du théâtre de la Porte-Saint-Martin, du théâtre de la Renaissance et du théâtre du Gymnase, rédacteur et critique théâtral dans de nombreux journaux tels L'Entr'Acte, Le Petit Journal, Le Bien public, la Revue et Gazette musicale ou le Bulletin officiel de l'exposition universelle de 1889, ses pièces ont été représentées sur les plus grandes scènes parisiennes du XIXe siècle : théâtre du Gymnase, théâtre des Folies-Dramatiques, théâtre Déjazet, etc.

## Œuvres
- La Charité chrétienne, comédie en 1 acte, 1855.
- Acteurs et actrices de Paris, Calmann Lévy, 1858, sous le pseudonyme Adrien Laroque,L'ouvrage a connu plus de quarante édition jusqu’en 1905.
- Jacquot Renchéri, parodie en 3 tableaux du Fils naturel, avec Charles Potier, 1858.
- Madame a sa migraine, comédie-vaudeville en 1 acte, avec Auguste Joltrois, 1858.
- Les Leçons de Betzy, vaudeville en 1 acte, avec Potier, 1860.
- Les Piliers de café, drame-vaudeville en 4 actes, avec Hugot et Potier, 1861.
- Le Carnaval des gueux, folie-vaudeville en trois actes et cinq tableaux, avec Eugène Hugot, 1862.
- Chapitre V, comédie-vaudeville en un acte, 1862.
- L'Homme entre deux âges, opérette en 1 acte, 1862.
- Qui a mangé la bouillabaisse ?, comédie-vaudeville en 1 acte, avec Joltrois, 1863.
- Cette bonne Madame Cracovert, folie-vaudeville en 1 acte, 1864.
- La Nuit de la Mi-Carême, opérette en 1 acte, musique d’Eugène Déjazet, 1864.
- Un Drame en l'air, bouffonnerie musicale en 1 acte, avec Adrien Marx, 1865.
- Les Parents de province, vaudeville en 1 acte, avec Jules Prével, 1865.
- Les Yeux du cœur, comédie en 1 acte, 1865.
- L'Amour d'une ingénue, comédie en 1 acte, avec Gabriel Guillemot, 1866.
- L'Avenue des Soupirs, vaudeville en 1 acte, 1866.
- Nicaise, paysannerie en 1 acte, d'après le conte de La Fontaine, 1867.
- Les Petits crevés, pièce en 4 actes, avec Alexandre Flan et Prével, 1867.
- Le Train des maris, opérette en 1 acte, 1867.
- Les Coiffeuses de sainte Catherine, vaudeville en 1 acte, avec Albert Monnier, 1868.
- Les Croqueuses de pommes, opérette en 5 actes, avec Grangé, 1868.
- Le Prince Toto, vaudeville en 1 acte, avec Prével, 1868.
- Tu l'as voulu !, opérette en 1 acte, avec Prével, 1869.
- La Cruche cassée, opéra-comique en 1 acte, avec Hippolyte Lucas, 1870.
- Les Flâneurs de Paris, pièce en 4 actes, mêlée de chants, avec Eugène Grangé, 1875.
- La Clef perdue, comédie en 1 acte, 1876.
- Jeanne, Jeannette et Jeanneton, opérette en 1 acte, avec Marc Constantin, 1877.
- Le Sabre de mon oncle, pièce en 1 acte, 1877.
- Les Vacances de Beautendon, pièce en 5 actes, mêlée de chant, avec Grangé, 1879.
- Les Erreurs d'Alcide, pièce en 3 actes, avec Jules Verne et Georges Maurens, 1883.